# Бласковізна
Бласковізна (пол. Błaskowizna) — село в Польщі, у гміні Єленево Сувальського повіту Підляського воєводства.
Населення — 108 осіб (2011).
У 1975-1998 роках село належало до Сувальського воєводства.

## Демографія
Демографічна структура станом на 31 березня 2011 року:
|          | Загалом | Допрацездатний вік | Працездатний вік | Постпрацездатний вік |
| -------- | ------- | ------------------ | ---------------- | -------------------- |
| Чоловіки | 51      | 5                  | 41               | 5                    |
| Жінки    | 57      | 14                 | 34               | 9                    |
| Разом    | 108     | 19                 | 75               | 14                   |